# Peugeot Expert
Peugeot Expert er en let varebil produceret af Sevel Nord siden 1995.
Den første generation blev udviklet af PSA Peugeot Citroën i et joint venture med Fiat på basis af Eurovan-modellerne, hvilket ligeledes resulterede i de identiske søstermodeller Citroën Jumpy og Fiat Scudo. I 2007 kom den anden modelgeneration, som blev kåret til Van of the Year 2008.
Efter at Fiat valgte at trække sig ud af samarbejdet og kun lade Fiat Scudo fremstille hos PSA frem til midten af 2016, fandt PSA med Toyota en ny samarbejdspartner. Dette samarbejde resulterede fra 2013 i en yderligere søstermodel, Toyota ProAce. Samtidig besluttede Toyota og PSA sig for at udvikle en efterfølger i fællesskab. Denne kom på markedet i 2016 og produceres på PSA's fabrik i Valenciennes. Desuden kom der en MPV-version med navnet Peugeot Traveller.

## Første generation (1995−2006)
Produktionen af Expert startede i juli 1995. De identiske søstermodeller Citroën Jumpy og Fiat Scudo fulgte i oktober måned samme år.

### Versioner

#### Kassevogn
- Længde 4522 mm (lang version 4922 mm)
- To til tre siddepladser
- Nyttelast 774 til 854 kg
- Lastvolume 4 m (lang version 5 m)
- Forbrug efter fabrikantens opgivelser 6,7 til 7,9 liter diesel pr. 100 km

#### Dobbeltkabine
- Fem til seks siddepladser
- Nyttelast 850 kg
- Lastvolume 1,93 m

#### Combi (minibus)
- Bænksæde i tredje sæderække
- Otte til ni siddepladser
- ABS som standardudstyr

- Peugeot Expert (2004−2006)
- Citroën Jumpy (2004−2006)

### Motorer
| Model         | Slagvolume cm³ | Max. effekt kW (hk) / omdr. | Max. drejningsmoment Nm / omdr. | Motorkode |
| ------------- | -------------- | --------------------------- | ------------------------------- | --------- |
| Benzinmotorer |                |                             |                                 |           |
| 1.6           | 1581           | 58 (79) / 5750              | 125 / 2750                      | 220A2000  |
| 2.0 16V       | 1997           | 100 (136) / 6000            | 190 / 4100                      | RFN       |
| Dieselmotorer |                |                             |                                 |           |
| 1.9 D         | 1868           | 51 (69) / 4600              | 125 / 2500                      | WJZ       |
| 1.9 TD        | 1905           | 66 (90) / 4000              | 196 / 2250                      | DHX       |
| 1.9 TD        | 1905           | 68 (92) / 4000              | 196 / 2250                      | D8B       |
| 2.0 HDi       | 1997           | 69 (94) / 4000              | 215 / 1750                      | RHX       |
| 2.0 HDi       | 1997           | 80 (109) / 4000             | 250 / 1750                      | RHZ       |
| 2.0 HDi 16V   | 1997           | 80 (109) / 4000             | 270 / 1750                      | RHW       |

### Sikkerhed
Det svenske forsikringsselskab Folksam vurderer flere forskellige bilmodeller ud fra oplysninger fra virkelige ulykker, hvorved risikoen for død eller invaliditet i tilfælde af en ulykke måles. I rapporterne Hur säker är bilen? er/var Expert klassificeret som følger:
- 2013: Mindst 40 % bedre end middelbilen[3]
- 2015: Mindst 40 % bedre end middelbilen[4]
- 2017: Mindst 20 % bedre end middelbilen[5]

## Anden generation (2007−2016)
Mellem 2007 og 2016 blev den anden modelgeneration bygget hos Sevel. I sommeren 2012 fik Expert ligesom sine søstermodeller et facelift.

### Kassevogn
Expert II fandtes som kassevogn i to højder og to længder. Hvor den korte version var ca. 4,81 m lang og havde en akselafstand på 3 m, var den lange version 5,14 m lang og havde en akselafstand på 3,12 m. Højden var 1,98 hhv. 2,29 m med standardaffjedring, mens versioner med luftaffjedring med pneumatisk niveauudligning var ca. 10 cm lavere. Alle modeller var ca. 1,90 m brede. Lastvolumen lå på mellem 5000 og 7000 liter. Kassevognen fandtes med fire forskellige firecylindrede motorer, herunder en benzinmotor (2,0 16V 103 kW/140 hk) og tre dieselmotorer (1,6 HDi 90 66 kW/90 hk, 2,0 HDi 120 FAP 88 kW/120 hk og 2,0 HDi 165 FAP 120 kW/163 hk). Samtlige versioner var forhjulstrukne og havde femtrins manuel gearkasse (2,0 16V og 1,6 HDi 90) eller seks gear (2,0 HDi 120 FAP og 2,0 HDi 165 FAP).

### Combi
Minibussen Combi fandtes i de samme længder (4,81 m og 5,14 m) og tilsvarende akselafstande som kassevognen. Combi var dog med en højde mellem 1,88 og 1,98 m noget lavere end kassevognen. Minibussen fandtes kun med de to stærkeste dieselmotorer, som også fandtes til kassevognen. Motorerne var begge på 2,0 liter og er udstyret med direkte commonrail-indsprøjtning med 120 og 163 hk og partikelfilter. Den svage version opfyldt Euro4-normen, og den stærke Euro5. Modellen var ligeledes forhjulstrukket og udstyret med seks gear. Bilen fandtes i fire forskellige udstyrsvarianter: Combi, Combi Confort, Combi Club og Combi Océanic. Alle udstyrsversioner på nær basismodellen havde lakerede kofangere og sidespejle samt tågeforlygter. Til standardudstyret hørte ABS, ESP, ASR, hydraulisk bremseassistent samt airbags til fører og forsædepassager.

### Billeder
- Peugeot Expert kassevogn (2007–2012)
- Bagfra
- Peugeot Expert Tepee
med døre
- Peugeot Expert Tepee
med bagklap
- Peugeot Expert kassevogn (2012−2016)
- Bagfra
- Citroën Jumpy Combi
- Citroën Jumpy kassevogn (facelift)

### Motorer
| Model           | Slagvolume cm³ | Max. effekt kW (hk) / omdr. | Max. drejningsmoment Nm / omdr. | Motorkode |
| --------------- | -------------- | --------------------------- | ------------------------------- | --------- |
| Benzinmotorer   |                |                             |                                 |           |
| 2.0 16V         | 1997           | 103 (140) / 6000            | 200 / 4000                      | RFJ       |
| Dieselmotorer   |                |                             |                                 |           |
| 1.6 HDi 90      | 1560           | 66 (90) / 4000              | 180 / 1750                      | 9HU       |
| 2.0 HDi 120 FAP | 1997           | 88 (120) / 4000             | 300 / 2000                      | RHK       |
| 2.0 HDi 130 FAP | 1997           | 96 (130) / 4000             | 320 / 2000                      | AHZ       |
| 2.0 HDi 140 FAP | 1997           | 100 (136) / 4000            | 320 / 2000                      | RHR       |
| 2.0 HDi 165 FAP | 1997           | 120 (163) / 3750            | 340 / 2000                      | RHH       |

### Licensproduktion
Siden 2011 fremstilles Peugeot Expert også på licens i Jakarta, Indonesien af Gaya Motor.

## Tredje generation (2016−)
Den i 2016 introducerede tredje generation er udviklet i et samarbejde mellem PSA og Toyota og fremstilles på PSA's fabrik i Valenciennes. Med Peugeot Traveller tilbyder Peugeot ligesom Citroën med Spacetourer en speciel MPV-model, som Toyota sælger under navnet ProAce Verso. Denne adskiller sig fra varebilsudgaverne i de benyttede materialer og kabineudstyret. Den fælles udvikling fandt sted under projektnavnet KZéro. De kommercielle versioner Citroën Jumpy, Peugeot Expert og Toyota ProAce blev præsenteret på  Birmingham Commercial Motor-Show 2016 den 30. marts 2016, mens MPV-versionerne Spacetourer, Traveller og ProAce Verso allerede blev præsenteret den 3. marts 2016 på Geneve Motor Show 2016.
Varebilsudgaverne findes med to forskellige akselafstande og i tre forskellige længder, alle i to forskellige højder. De blev kåret som Årets Varebil i Danmark 2017.
Fra 2019 sælges Jumpy/Expert/ProAce også som Opel Vivaro som afløser for den tidligere model af samme navn på basis af Renault Trafic.
- Citroën Jumpy
- Opel Vivaro C